# 佐土原町下田島
佐土原町下田島（さどわらちょうしもたじま）は、宮崎県宮崎市の大字。佐土原地域自治区に属している。郵便番号は880-0211。

## 地理
宮崎市の北東部、一ツ瀬川河口右岸に位置する。もともと宮崎郡佐土原町の一部であったが、2006年1月1日に宮崎市に編入後は現在の住所となる。なお、宮崎市合併前の2005年2月18日に一ツ瀬川の中州にあたる地域が児湯郡新富町に編入され、児湯郡新富町大字下田島なった。
また、2008年に佐土原町下田島のうち佐土原駅西口地域で区画整理、住居表示が実施され、佐土原町松小路となった。
佐土原町上田島、佐土原町東上那珂、佐土原町下那珂、佐土原町下富田と接する。

## 歴史
- 2005年2月18日：一ツ瀬川の中州の地域を児湯郡新富町に編入
- 2006年1月1日：宮崎市に編入。
- 2008年：佐土原町下田島の一部から佐土原町松小路が誕生する。

## 世帯数と人口
2022年（令和4年）11月1日現在の世帯数と人口は以下の通りである。宮崎市内の町・丁・大字別では、大塚町、吉村町に続いて３番目に人口が多い。
| 町丁           | 世帯数   | 人口    |
| -------------- | -------- | ------- |
| 佐土原町下田島 | 7145世帯 | 15507人 |

## 小・中学校の学区
市立小・中学校に通う場合、学区は以下の通りとなる。
| 町名                 | 小学校               | 中学校               |
| -------------------- | -------------------- | -------------------- |
| 佐土原町下田島の一部 | 宮崎市立広瀬北小学校 | 宮崎市立久峰中学校   |
| 佐土原町下田島の一部 | 宮崎市立広瀬西小学校 | 宮崎市立久峰中学校   |
| 佐土原町下田島の一部 | 宮崎市立広瀬小学校   | 宮崎市立広瀬中学校   |
| 佐土原町下田島の一部 | 宮崎市立佐土原小学校 | 宮崎市立佐土原中学校 |

## 交通

### 鉄道

#### 路線
JR日豊本線が南北に走り、佐土原駅が立地する。かつては国鉄妻線が分岐していた。

### バス
宮交グループの運営するバスが営業している。

### 道路
- 国道10号
- 宮崎県道10号宮崎インター佐土原線
- 宮崎県道326号宮本新町線
- 宮崎県道345号佐土原停車場線
- 宮崎県道365号宮崎佐土原西都原自転車道線
- 宮崎県道372号塩路佐土原線

## 施設
- 宮崎市佐土原総合支所
- 宮崎市佐土原文化センター
- 宮崎市立広瀬小学校
- 宮崎市立広瀬北小学校
- 宮崎市立広瀬中学校
- 宮崎市立久峰中学校
- 宮崎県立佐土原高等学校
- 九州電力送配電広瀬変電所
- 日向大橋